# Lepidion lepidion
La barraca, moranella roja o lepidion mediterráneo (Lepidion lepidion) es una especie de pez gadiforme de la familia de los móridos distribuido por el Mediterráneo occidental. Su pesca tiene poca importancia comercial.

## Anatomía
Presenta dos aletas dorsales muy características, la primera consta de un solo radio muy largo asemejando una antena, mientras que la segunda es baja pero se prolonga con numerosos radios hasta el fino pedúnculo de la aleta caudal.
El cuerpo tiene un color azulado, con una longitud máxima descrita de 34 cm; no presenta espinas en ninguna de las aletas; la fosa nasal posterior está inmediatamente delante del ojo; línea lateral en la cabeza con fosa pero no poros.

## Hábitat y biología
Es una especie batipelágica marina, que vive en aguas profundas entre los 500 y 2230 metros de profundidad, lo normal es a más de 750 m, donde se alimenta principalmente de organismos bentónicos.